# Hierodula immaculifemorata
Hierodula immaculifemorata es una especie de mantis de la familia Mantidae.

## Distribución geográfica
Se encuentra en las islas  Filipinas.